# Usún
Usún (en euskera y cooficialmente: Usun) es un lugar español del municipio de Romanzado, perteneciente a la Comunidad Foral de Navarra.

## Toponimia
El lugar se conoce en euskera como Usun.

## Historia
Hacia mediados del siglo XIX, el lugar, ya por entonces perteneciente a Romanzado, tenía contabilizada una población de 73 habitantes. Aparece descrito en el decimoquinto volumen del Diccionario geográfico-estadístico-histórico de España y sus posesiones de Ultramar de Pascual Madoz con las siguientes palabras:

USUN: l. del ayunt. y valle de Romanzado, en la prov. y c. g. de Navarra, part. jud. de Aoiz (4 leg.), aud. terr. y dióc. de Pamplona (7). sit. en una cuesta al S. del valle; clima frio; reinan los vientos N. y S., y se padecen afecciones de pecho. Tiene 9 casas; igl. parr. de entrada (San Saturnino) servida por un vicario de provision del arcediano de Usun, dignidad de la cat. de Pamplona; cementerio; una ermita (San Pedro), y para el surtido del vecindario una fuernte de aguas minerales; los niños concurren á la escuela de Domeño. El térm. se estiende 1/2 leg. de N. á S. é igual dist. de E. á O., y confina N. Domeño; E. Yso; S. Lumbier, y O. Adansa; comprendiendo dentro de su circunferencia un monte con encinas. El terreno es montuoso y le baña un monte con encinas. El terreno es montuoso y le baña el r. Salazar. caminos locales. El correo se recibe de Lumbier. prod.: trigo, cebada, avena y patatas; cria de ganado vacuno y cabrio; pesca de madrillas y barbos. pobl.: 8 vec., 73 alm. riqueza con el valle (V.).
(Madoz, 1849, p. 238)

En 2023, la entidad singular de población tenía empadronados 26 habitantes y el núcleo de población, también 26.

## Patrimonio

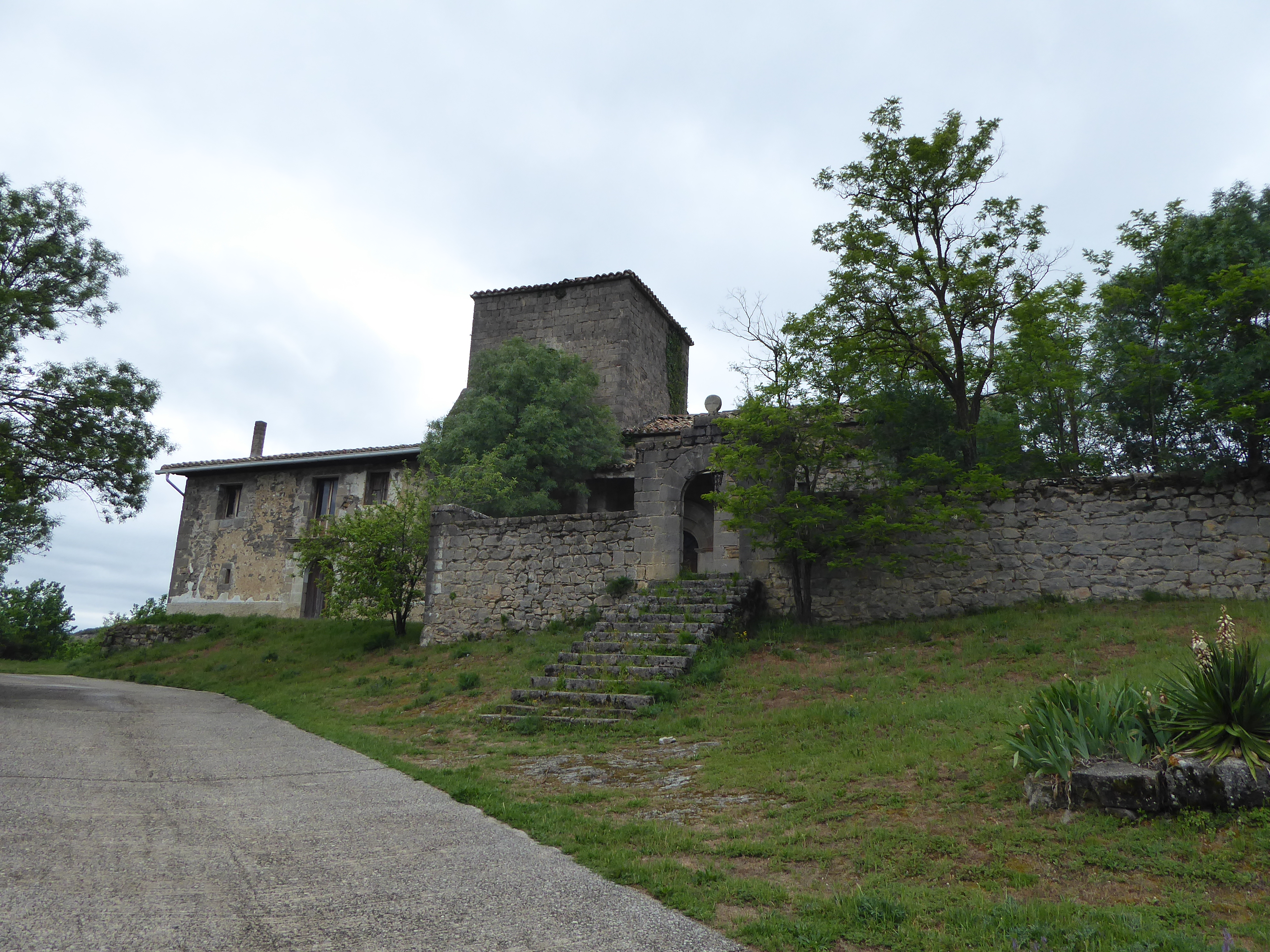
La iglesia de San Saturnino

Hay en el lugar una iglesia de San Saturnino y una ermita de San Pedro.